# Мемешлија
Мемешлија (мкд. Мемешли, тур. Memişli) је насеље у Северној Македонији, у југоисточном делу државе. Мемешлија је насеље у оквиру општине Струмица.

## Географија
Мемешлија је смештена у југоисточном делу Северне Македоније, близу државне границе са Грчком (8 km источно од села). Од најближег града, Струмице, насеље је удаљено 20 km јужно.
Насеље Мемешлија се налази у историјској области Беласица. Насеље је положено на јужним падинама планине Беласице, на приближно 540 метара надморске висине.
Месна клима је континентална.

## Становништво
Мемешлија је према последњем попису из 2002. године имала 44 становника.
Већинско становништво у насељу су Турци.
Претежна вероисповест месног становништва је ислам.